# George Gaskoin
George Gaskoin (1817 - Caerleon, 5 de febrero de 1887) fue un dermatólogo, cirujano y traductor inglés.

## Biografía
Comenzó como aprendiz en el hospital de San Jorge y fue cirujano titular desde 1839. Luego trabajó en el British Hospital for diseases of the skin (Hospital británico para trastornos de la piel) y dedicó un libro a sus investigaciones sobre la psoriasis y la lepra. Fue el primero en describir en 1860 el síndrome de Bean (llamado así por William Bennet Bean, quien lo documentó más detalladamente en 1958). Amigo del doctor español y subinspector del departamento de salud del ejército Bonifacio Montejo, le dedicó su traducción de las obras del médico y humanista español Francisco López de Villalobos, a las que añadió comentarios y una biografía (The Medical Works of Francisco Lopez De Villalobos, the Celebrated Court Physician of Spain, 1870). Fue fellow de la Real Academia de Cirugía y le nombraron caballero de la Orden de Cristo de Portugal y caballero de la Orden de Isabel la Católica en España. Murió tras larga enfermedad en casa de su hermano y está enterrado en la parroquia de Saint Cadoc de Caerleon, Gales.

## Obra
- On the psoriasis or lepra, London: J. & A. Churchill, 1875
- The Medical Works of Francisco Lopez De Villalobos, the Celebrated Court Physician of Spain, London: Churchill and son, 1870
- "Case of naevus involving the parotid gland, and causing death from suffocation: neavi of the viscera", en Transactions of the Pathological Society of London, 1860, 11: 267
- A Case of Morphœa, 1879
- A Case of Sclerema Adultorum, 1877

- Datos: Q5877829